# Fallia
Fallia – rodzaj chrząszcza z rodziny Discolomatidae.
Ciało tych chrząszczy jest drobne, błyszczące, w obrysie okrągłe do jajowatego. Głowa jest gęściej owłosiona niż przedplecze czy pokrywy oraz wycofana w przedtułów tak, że tylko przednia ⅓ długości wystaje poza przednią krawędź przedplecza. Czułki złożone są z 8 lub 9 członów i zwieńczone jajowatego kształtu buławką. Na przedpleczu występują dwa pory boczne, na pokrywach zaś sześć, zlokalizowanych wzdłuż bocznego brzegu. Śródpiersie jest wypukłe i duże w porównaniu z przedpiersiem i zapiersiem. Linia między przed- i śródpiersiem jest prosta.
Rodzaj znany z Ameryki Południowej, Galapagos, Ameryki Centralnej, Karaibów i Hawajów.
Należą tu gatunki:
- Fallia brasiliensis John, 1944
- Fallia colourata John, 1959
- Fallia elongata Scott, 1908
- Fallia galapagana John, 1959
- Fallia iviei Cline et Shockley, 2012
- Fallia minor Sharp, 1902
- Fallia punctulata Sharp, 1902
- Fallia schmidti John, 1944
- Fallia synthetica Sharp, 1902